# محمد علي دهيني
محمد علي دهيني هو لاعب كرة قدم لبناني يلعب في مركز الوسط المدافع في المنتخب اللبناني.

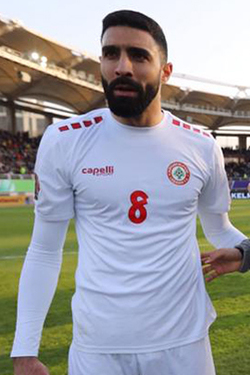
دهيني مع المنتخب اللبناني ضد منتخب إيران في 2022.